# Abel Castillo Pérez
Abel Castillo Pérez (Parita, Panamá; 16 de febrero de 1939 - Parita, Panamá; 5 de marzo de 2015) fue un profesor y escritor panameño.
Realizó estudios primarios en Parita y obtuvo el bachillerato en Ciencias en el Colegio José Daniel Crespo de Chitré. Se graduó como Licenciado en Filosofía y Letras con especialización en el idioma español en la Universidad de Panamá y también como profesor de enseñanza secundaria con especialización en el idioma español.
Desarrolló varios libros orientados a la enseñanza del español en Panamá, también publicó una novela llamada El gran milagro en 1993. Fue Director Nacional de Educación Particular de Panamá desde enero de 1990 hasta septiembre de 1994.
Falleció el 5 de marzo de 2015 a causa de un paro cardíaco.

## Obras
- Latín I y II
- Español, gramática y ejercicios
- Nuestro idioma
- La lengua y sus manifestaciones
- El lenguaje literario
- Lecturas y poemas escogidos
- Español programado
- Literatura española
- Lecturas literarias
- Redacción, ortografías y puntuación
- Cuentos, para leer y contar